# Деремонт, Иван
Барон (?) Пьер де Ремон (Pierre de Remont; ум. 1634) — французский дворянин, по всей видимости, гугенот, который выехал на русскую службу и принял православие с именем Иван Деремонт. Родоначальник внесённого в Бархатную книгу рода Деремонтовых.
Деремонт упоминается в русских источниках с 1628 года. Он был пожалован московским дворянином (1630) и поместным окладом 1095 четвертей земли. В силу неизвестных причин Пьер де Ремон через год после венчания с Анной Барнсли в протестантской кирхе принял решение о переходе в православие. Согласно нормам русского церковного права, различные вероисповедания супругов означали развод. На момент принятия православия семья имела ребёнка, и барон не согласился на расторжение брака, следовательно, жена и сын Давид подлежали обязательному перекрещиванию.
Анна и её отец не принимали аргументов необходимости отхода от веры. Отец Анны, английский купец, добился аудиенции у патриарха Филарета, чтобы ходатайствовать за дочь и внука, но был выдворен с оскорблениями. Адам Олеарий передаёт подробности: «Отца, который ради дочери поклонился патриарху в ноги, тот оттолкнул ногой». Решение об обязательности перекрещивания Анны Барнсли принял сам патриарх Филарет. К обращению склонял её и супруг.
В версии английских родственников жены, де Ремон заманил жену в монастырь, предлагая показать глубокую набожность и отшельнический образ жизни русских монахинь. Её родные сообщали, что барон «привёл её в монастырь не по воле и чево она не чаяла тут, её долго задержали и перекрестили по русской вере». Церковные власти подвергли супругу Ивана Деремонтова насильственному заключению. После шести недель обучения Анну подготовили к совершению таинства. Все источники называют реку (вероятно, речь идёт о кремлёвском Вознесенском женском монастыре или же о престижном Новодевичьем монастыре).
Адам Олеарий воссоздаёт процедуру, когда связанную Анну трёхкратно погружали в воду под её непрекращающиеся проклятия. Голштинский посол-протестант настойчиво подчёркивает нарушение канона: принятие православия Анной было не только неискренним, но и искажало саму последовательность чино-приёма. Клятвы за новообращённую зачитывала монахиня. Анна же при оглашении анафематствований в момент произнесения имени Кальвина плюнула не в подразумеваемого основателя вероучения, к которому она принадлежала, а в лицо монахине. С точки зрения русского духовенства, таинство тем не менее считалось совершенным. Обращение всех членов семьи произошло почти одновременно. Несмотря на категорический отказ креститься, благодаря явному насилию его жена и сын стали членами русской церкви. Анне дано было имя Аграфена, сыну Давиду — также Иван. Были назначены богатые дары, соответствовавшие социальному статусу главы семьи.
Всего у Пьера-Ивана было три сына:
- Давыд Иванович Деремонтов, стольник царицы Евдокии Лукьяновны (1640), упоминается с братом в разряде свадьб царя Алексея Михайловича, стольник (1658−81).
- Михаил Иванович Деремонтов, стольник (1658−76), помещик Ряжского уезда[6][7].
- Иван